# 性的人間
『性的人間』（せいてきにんげん）は、1963年5月に「新潮」に掲載され、同年6月に新潮社から出版された大江健三郎の中編小説である。

## あらすじ
29歳の青年Jとその妻・蜜子、中年男のカメラマン、20歳の俳優、18歳のジャズ・シンガーら7人は、「地獄」をテーマとした短編映画を撮影するため、ジャガーに乗って耳梨湾近くの山荘に向かう。そこで彼らは乱交を行っていたが、その様子を村の子供たちに見られてしまう。その後、Jは妻の蜜子が中年男のカメラマンと不倫していたと聞かされ、離婚する意志を固める。国会議事堂前でJは一人の少年と出会う。Jはそこで少年が行おうとしていた性犯罪を止める。この少年は詩を書くことを目指していた。痴漢願望を持つ少年は線路に落ちた少女を助けようとして電車に撥ねられ、死ぬ。死亡した少年の遺志を継ごうと決意したJは、地下鉄内で痴漢を働こうと計画し、それを実現させたところで周囲の人々によって取り押さえられ、償いの涙を流すのだった。

## 登場人物
J
29歳の青年で、芸術家のパトロンをすることを喜びとしている。
蜜子
Jの妻。
中年男のカメラマン
蜜子と不倫していた。
若い詩人
25歳の青年。
サワ・ケイコ
18歳のジャズ・シンガー。
老人
偶然Jと知り合った、死の恐怖に襲われている初老男性。
少年
《厳粛な綱渡り》という詩を書くために痴漢行為を働こうと考えていた少年。

## 作品評価・解説
三島由紀夫は大江の小説では本作を特に高く評価し、「いちばん感動したのは最後のところで、男が凡俗社会に妥協して、おやじの言うなりに出世して外国へゆくことになった途端、忽ち地下鉄は駆け下りて、もっとも危険な破壊的な痴漢行為をする。あれがとてもいいし、そこらのどんなサラリーマンの心の底にもひそんでいる人間の真実だと思う」と述べている。武満徹も大江の作品の中で、本作を最も愛好していたという。

## 備考
大江本人は『「性的人間」と「政治的人間」。政治的に牝になった国の青年は、性的な人間として滑稽に、悲劇的に生きるしかない。政治的人間は他者と対立し、抗争し続けるだけだ』と述べている。